# Tremella mesenterica
Tremella mesenterica (Anders Jahan Retzius, 1769) din încrengătura Basidiomycota în familia Tremellaceae și de genul Tremella, este o ciupercă comestibilă, denumită în popor păpăradă sau ciupercă tremurătoare, fiind un soi saprofit. Această specie banală și răspândită se dezvoltă în România, Basarabia și Bucovina de Nord solitară, în grupuri sau mănunchiuri mici în păduri mixte pe arbori deja morți, ramuri și rămurele nou căzute de foioase, anume de arțar și plop (foarte rar și de pin), pe diferiți arbuști și pe iederă, preferând habitatele temperate sau umede. Parazitează ocazional în crăpăturile scoarței a copacilor vii cauzând un putregai alb destul de intens precum pe ciuperci de genul Peniophora. Apare de la câmpie la munte peste tot anul, mai ales după o perioadă de ploaie, fiind un burete activ și iarna la vreme potrivită.
Numele generic este derivat din cuvântul latin (latină tremulus=tremurând), iar epitetul se referă la forma peritoneului (mezenterul) cu care seamănă între altele.

## Taxonomie

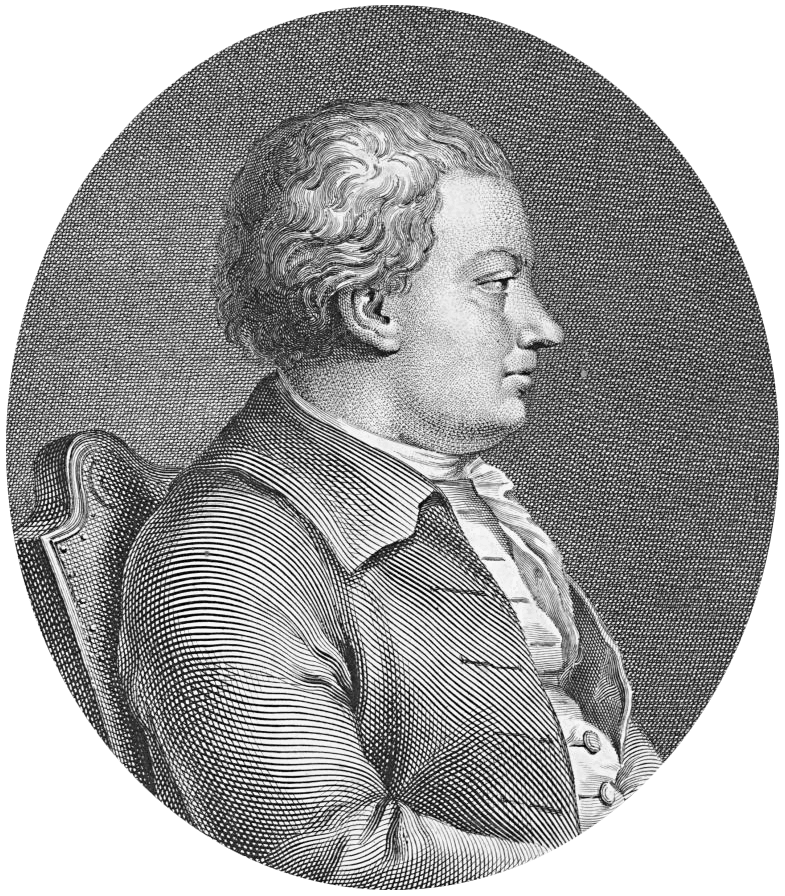
Anders Jahan Retzius

Numele generic a fost determinat de naturalistul suedez Anders Jahan Retzius (1742-1821) în publicația sa în jurnalul științific Kongliga Vetenskaps Academiens handlingar din 1769, fiind denumirea valabilă actual. (2020). De asemenea, taxonul Tremella lutescens creat de renumitul Christian Hendrik Persoon, de verificat în volumul 2 al lucrării sale Icones et Descriptiones Fungorum Minus Cognitorum din1800, mai este folosit uneori în cărți micologice. Specia a mai fost descrisă sub alte nume, astfel de exemplu drept:
- Eelvella mesenterica, Jacob Christian Schäffer în 1774;
- Tremella quercina, Ciro Pollini (1782-1833), în 1816;
- Oncomyces mesenterica (Retz.) Johann Friedrich Klotzsch (1805-1860) în 1843 precum câteva variații. 
- În 1922, micologul american Curtis Gates Lloyd (1859-1926) a determinat taxonul Tremella brasiliensis pe baza descrierii ale micologului Alfredo Möller din 1890.  Ambii au crezut că ar fi o specie nouă, dar s-a dovedit că este Tremella mesenterica.
Toate încercările de redenumire sunt acceptate sinonim, dar nu sunt folosite.

## Descriere

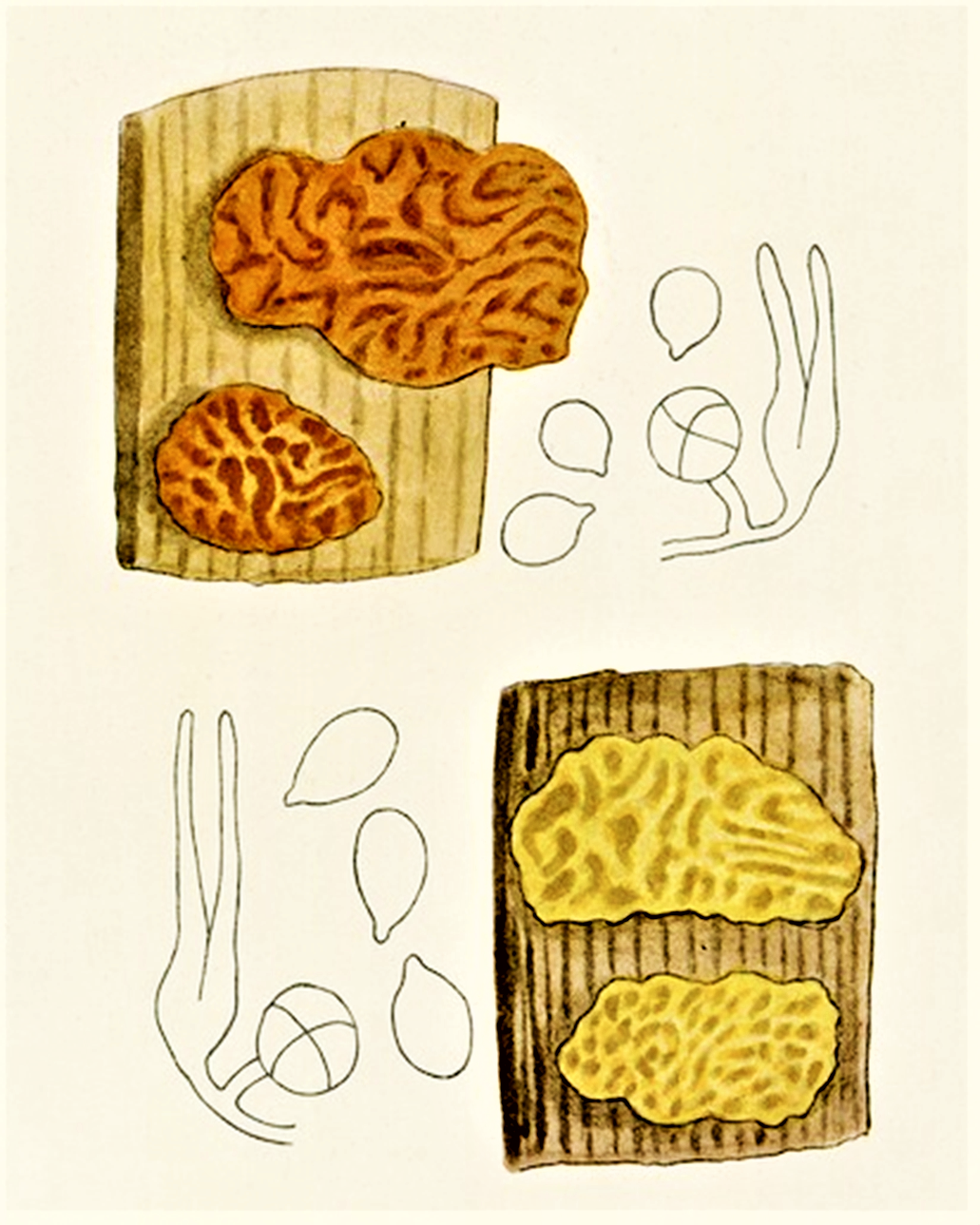
Bres.:T. mesenterica

- Corpul fructifer: de formă foarte variată are un diametru de 3-8 (10) cm și o grosime de 0,15-0,4 cm fiind moale dar destul de consistent, gelatinos, tremurător, format din lobi turtiți, plisat-ondulați și cute răsucite, neregulat sinuoase, netede și lucioase, cu aspect aproape apos, ceea ce îl face să semene cu un intestin. Devine alunecos și lipicios în timpul ploii. Coloritul poate fi galben-aprins până portocaliu, câteodată cu nuanțe albicioase, datorită sporilor care se adună pe suprafața lui.
- Piciorul: lipsește preponderent sau este foarte scurt, subțire și de culoare mai închisă, fixând corpul fructifer pe substrat.
- Carnea: este gelatinoasă cu o textură elastică și lipicioasă. Devine tare pe timp secetos, transformându-se într-o masă încrețită sau într-o peliculă subțire, dar este capabilă să se regenereze din umiditate, redevenind moale, de exemplu după o ploaie. Nu are un miros sau gust specific.[5][6]
- Caracteristici microscopice: are spori netezi, ovoizi-sferici, ușor curbați și ascuțiți la capete și rotunjiți la bază, fiind amilozi (membrane sau ornamentații ale sporilor care în reactiv iodat se colorează în albastru cenușiu sau negricios, iar la unele ascomicete vârful ascelor în nuanță albăstruie), hialini (translucizi), cu o mărime de 9-12 x 8-10 microni. Pulberea lor este albă. Basidiile lungi cu 2 sterigme sunt ovoidale, măsurând 20-24 x 16-20 microni. Hifele sunt groase și întrețesute de 2-3 ori.[14]
- Reacții chimice: nu sunt cunoscute.[5][6]

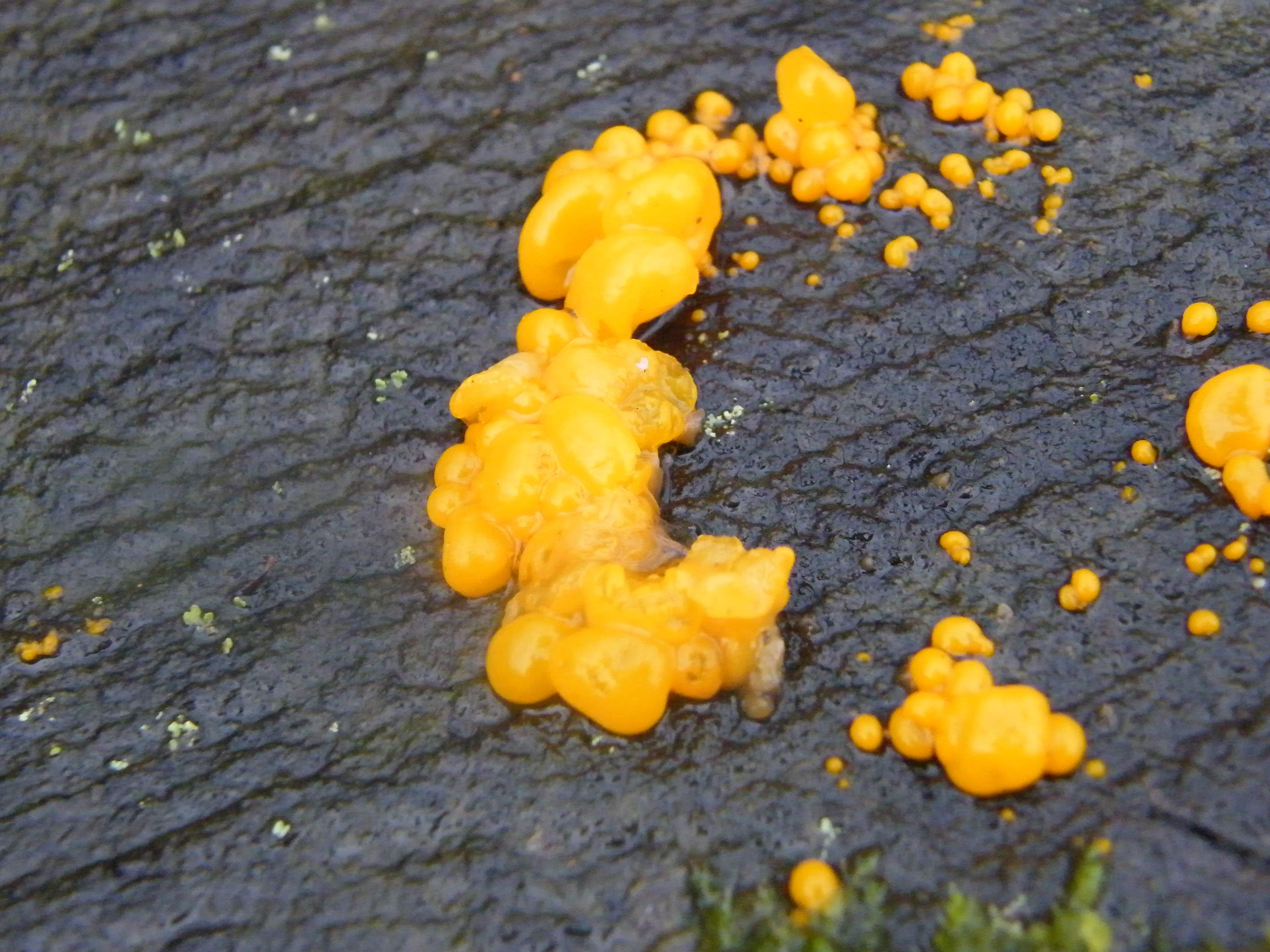
T. mesenterica tinere
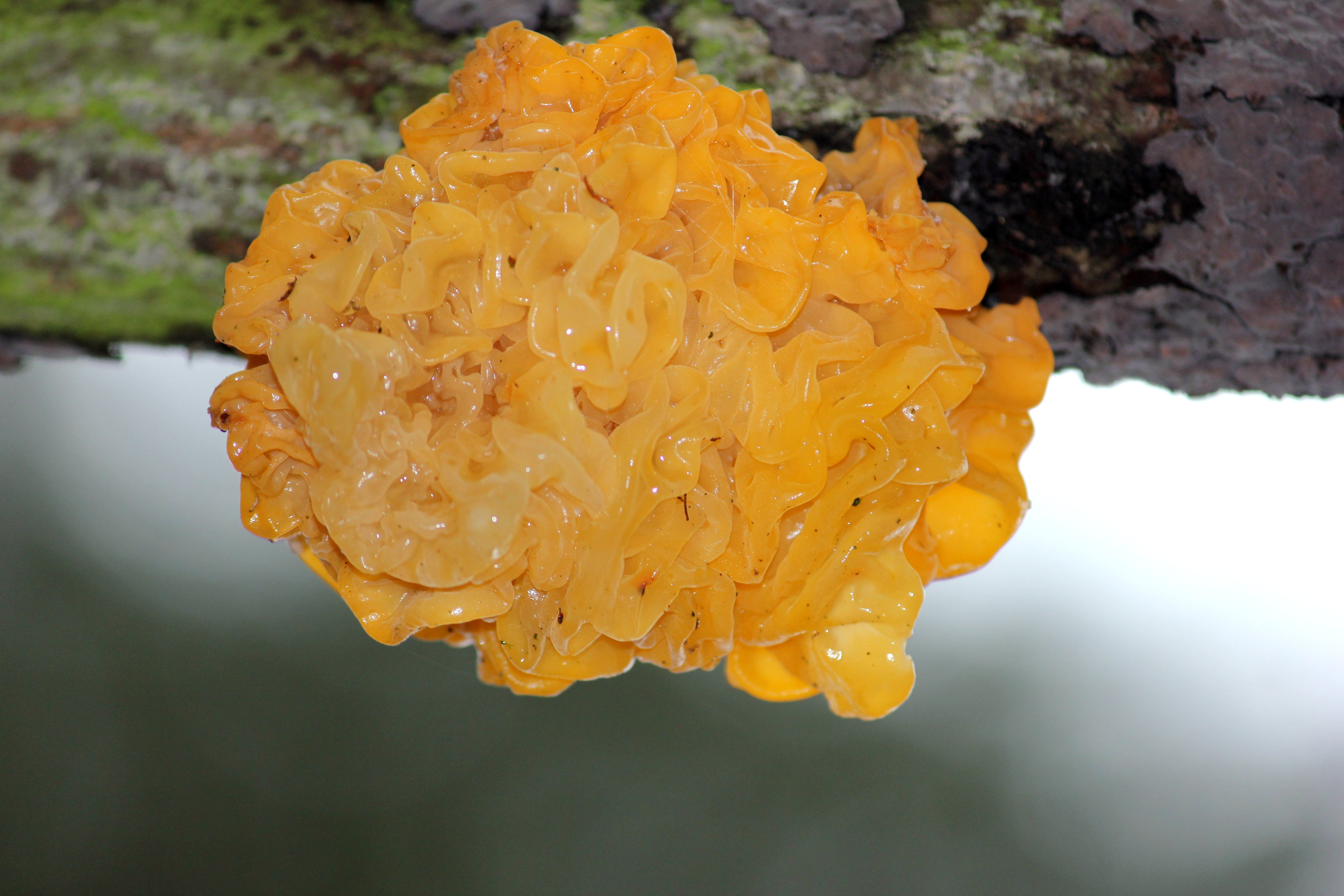
T. mesenterica mature
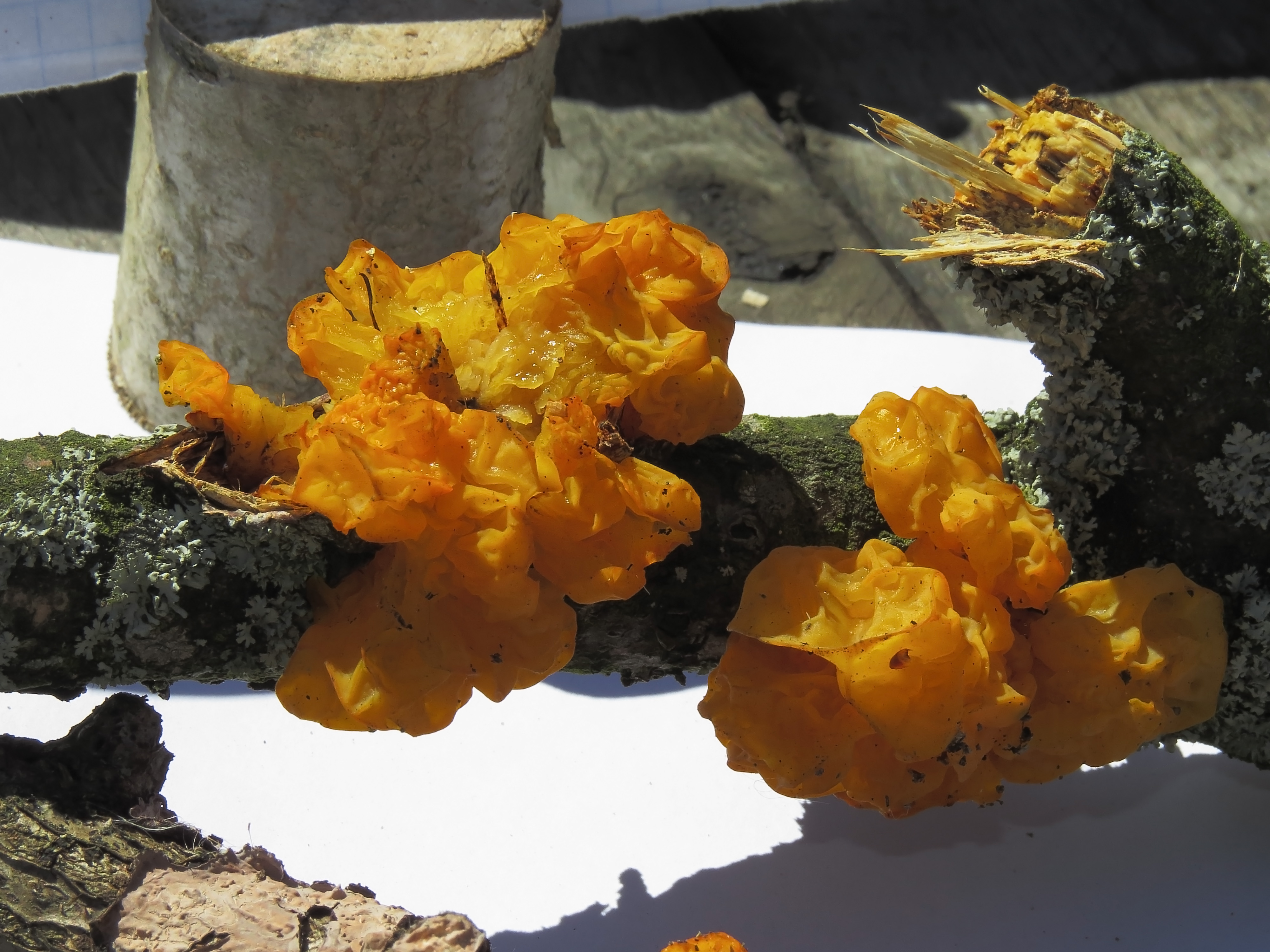
T. mesenterica mai în vârstă
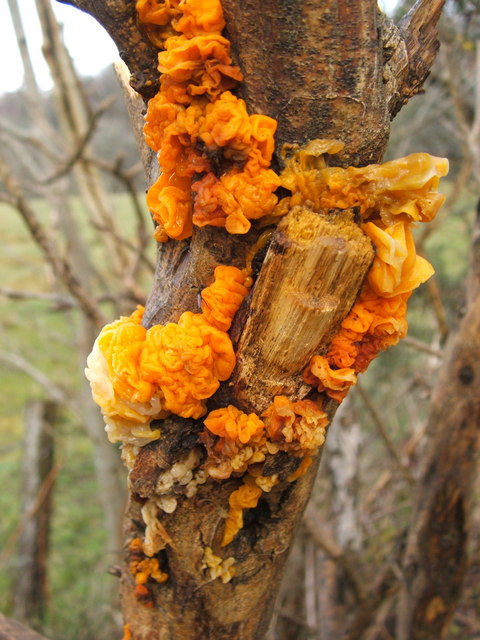
T. mesenterica tufe
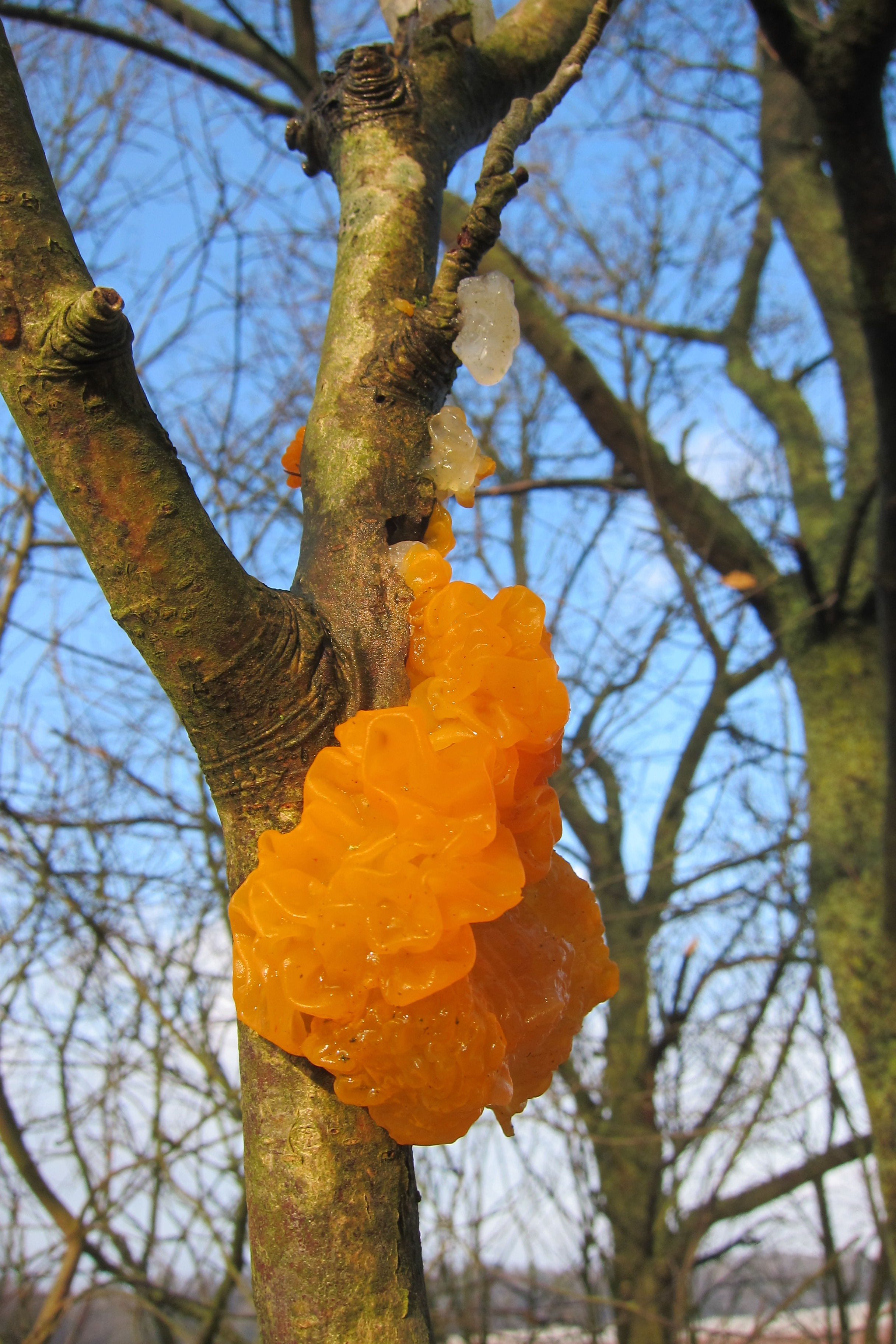
T. mesenterica parazitând un copac viu

## Confuzii
Păpărada poate fi confundată în primul rând cu gemenul ei de aceiași calitate Tremella aurantia, fiind extrem de greu de deosebit de ea. Această surată însă nu parazitează ciuperci de genul Peniophora ci specia Stereum hirsutum și formează basidii sesile. Asemănătoare sunt de exemplu și soiurile (comestibile sau fără valoare culinară) Dacrymyces capitatus, Dacrymyces chrysospermus sin. Dacrymyces palmatus (numai pe rășinoase), Dacrymyces stillatus, Dacrymyces variisporus, Exidia saccharina, Exidia thuretiana, Tremella iduensis  sau Tremella vesiculosa. Ultimele două soiuri încă nu s-au găsit în Europa.

## Specii asemănătoare în imagini

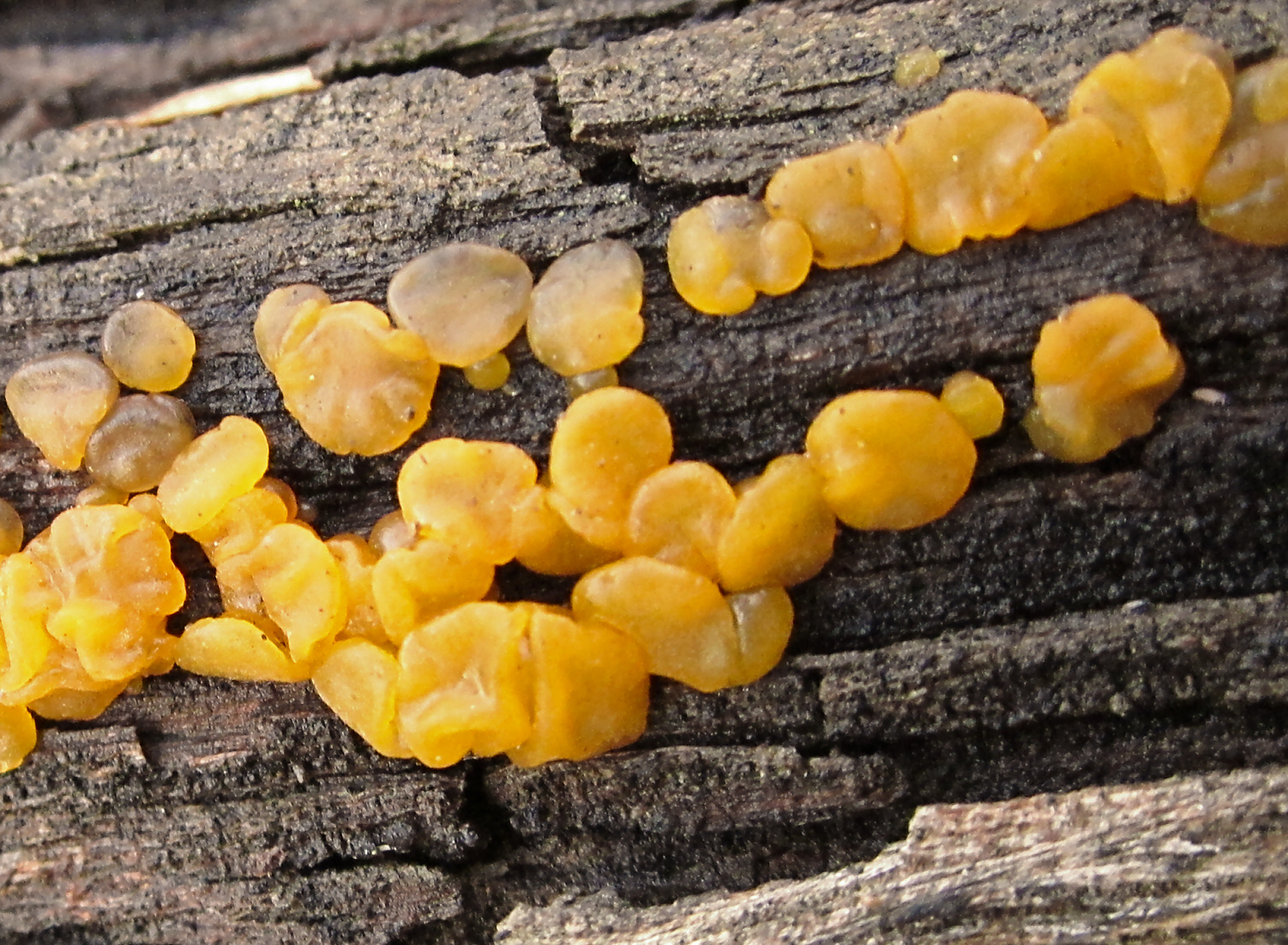
Dacrymyces capitatus
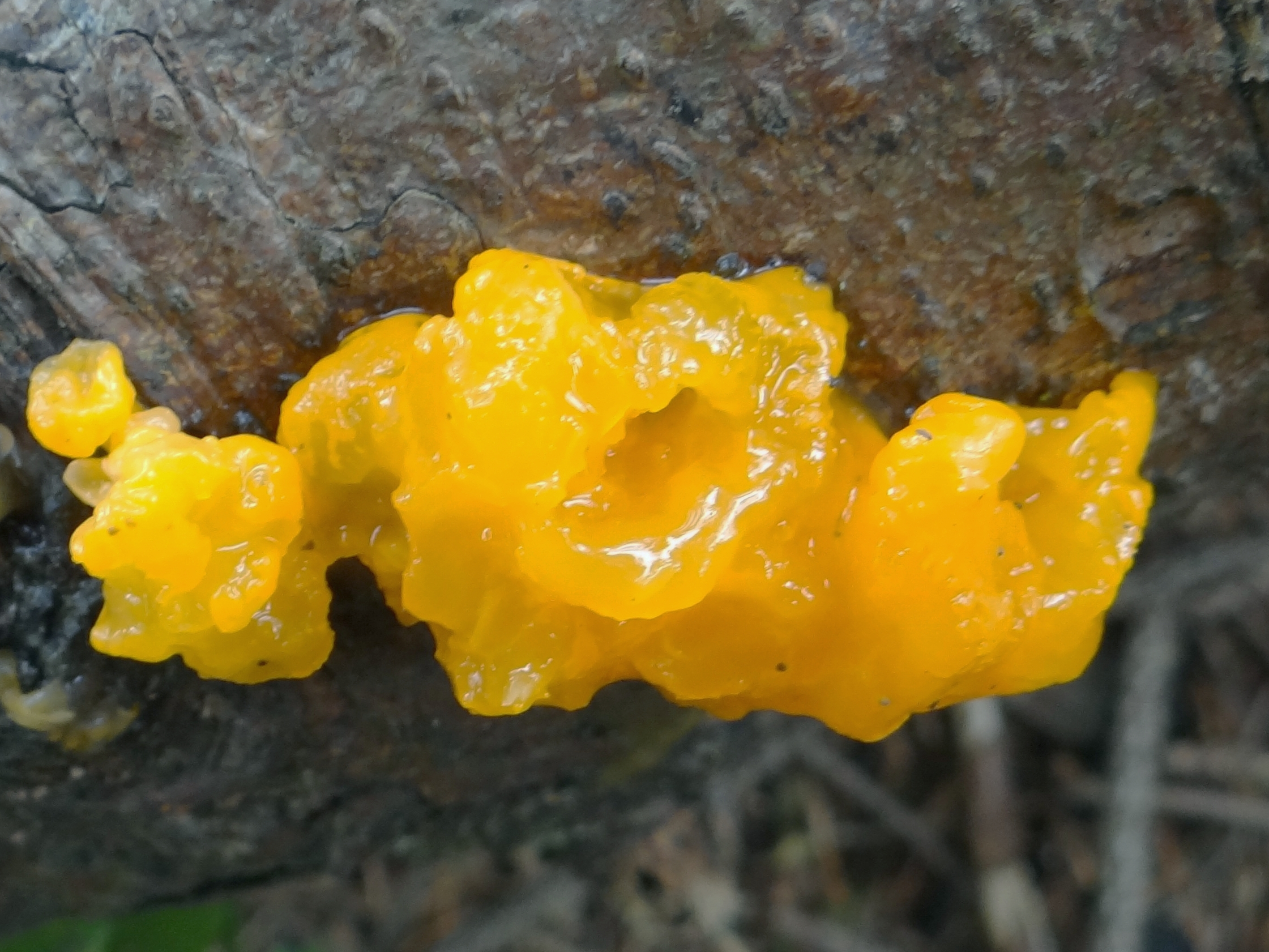
Dacrymyces chrysospermus
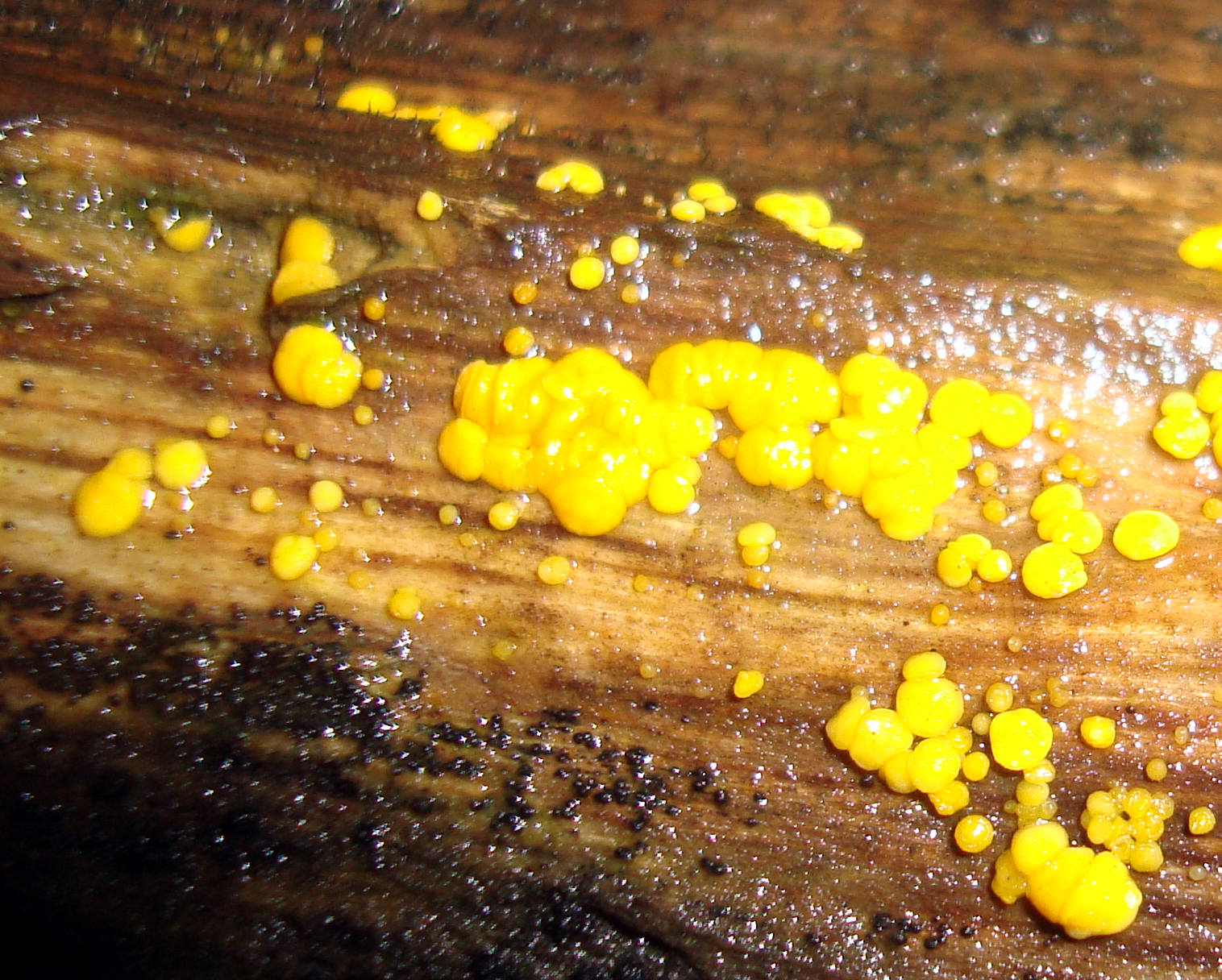
Dacrymyces stillatus
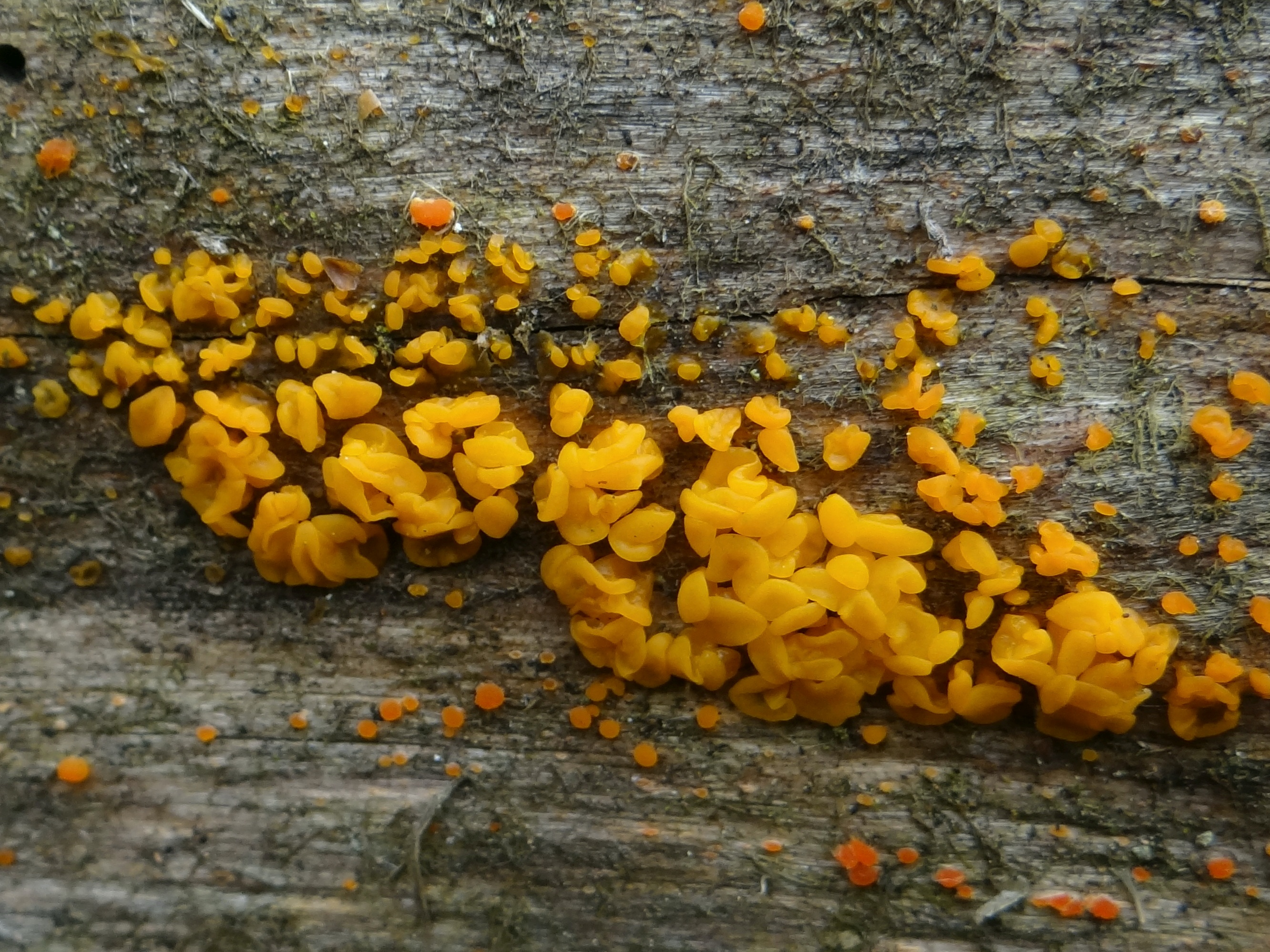
Dacrymyces variiporus
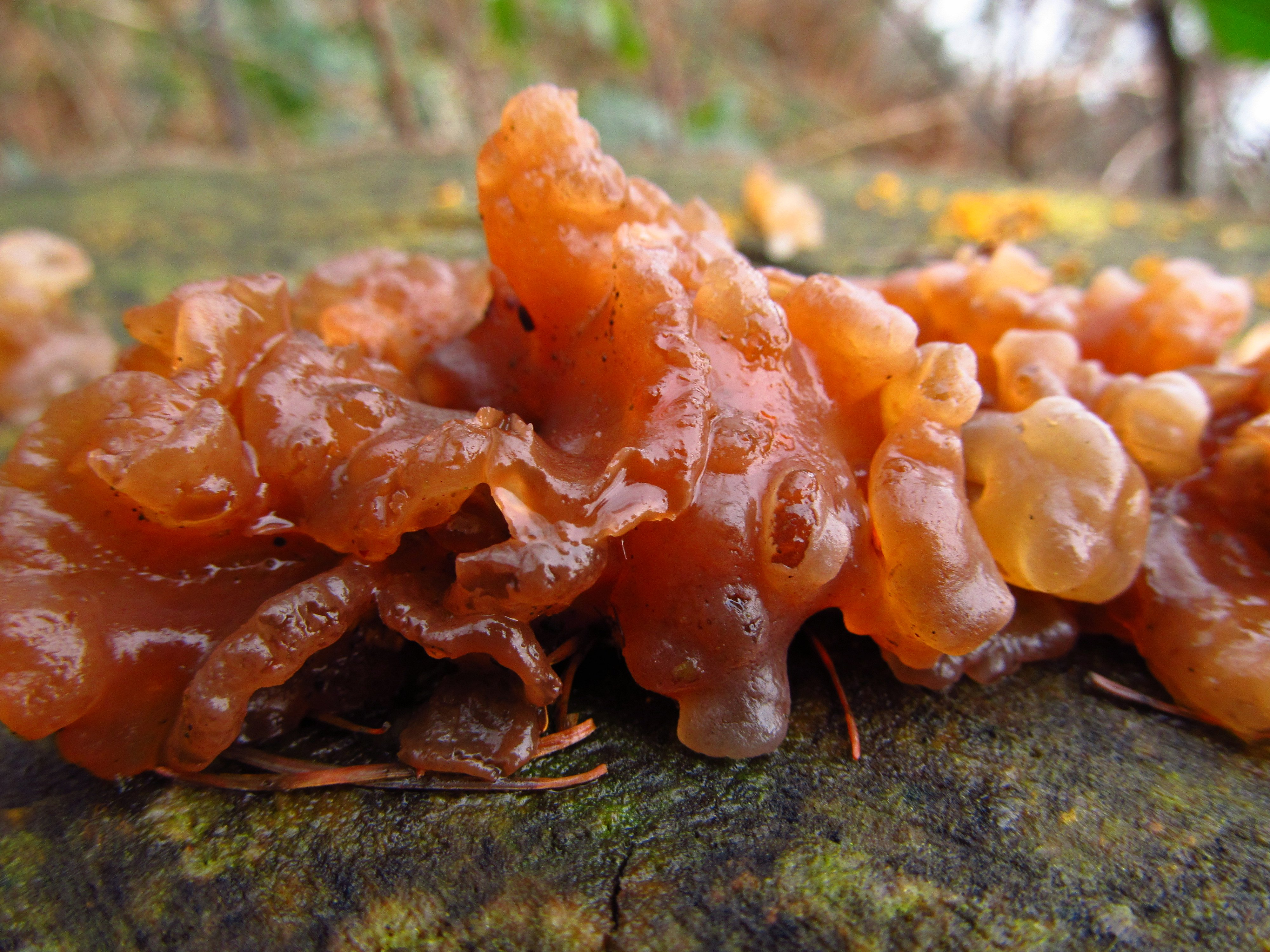
Exidia saccharina
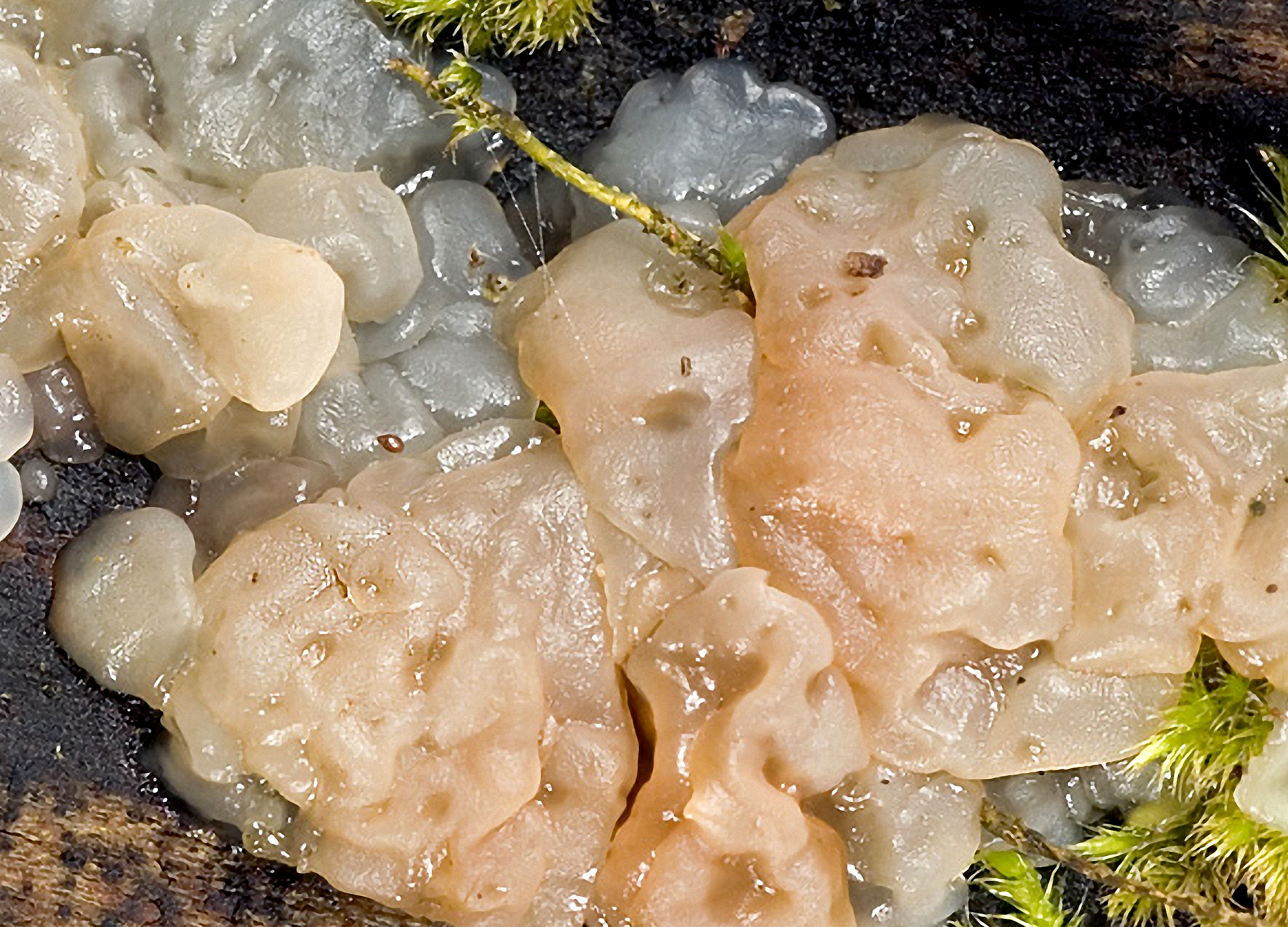
Exidia thuretiana
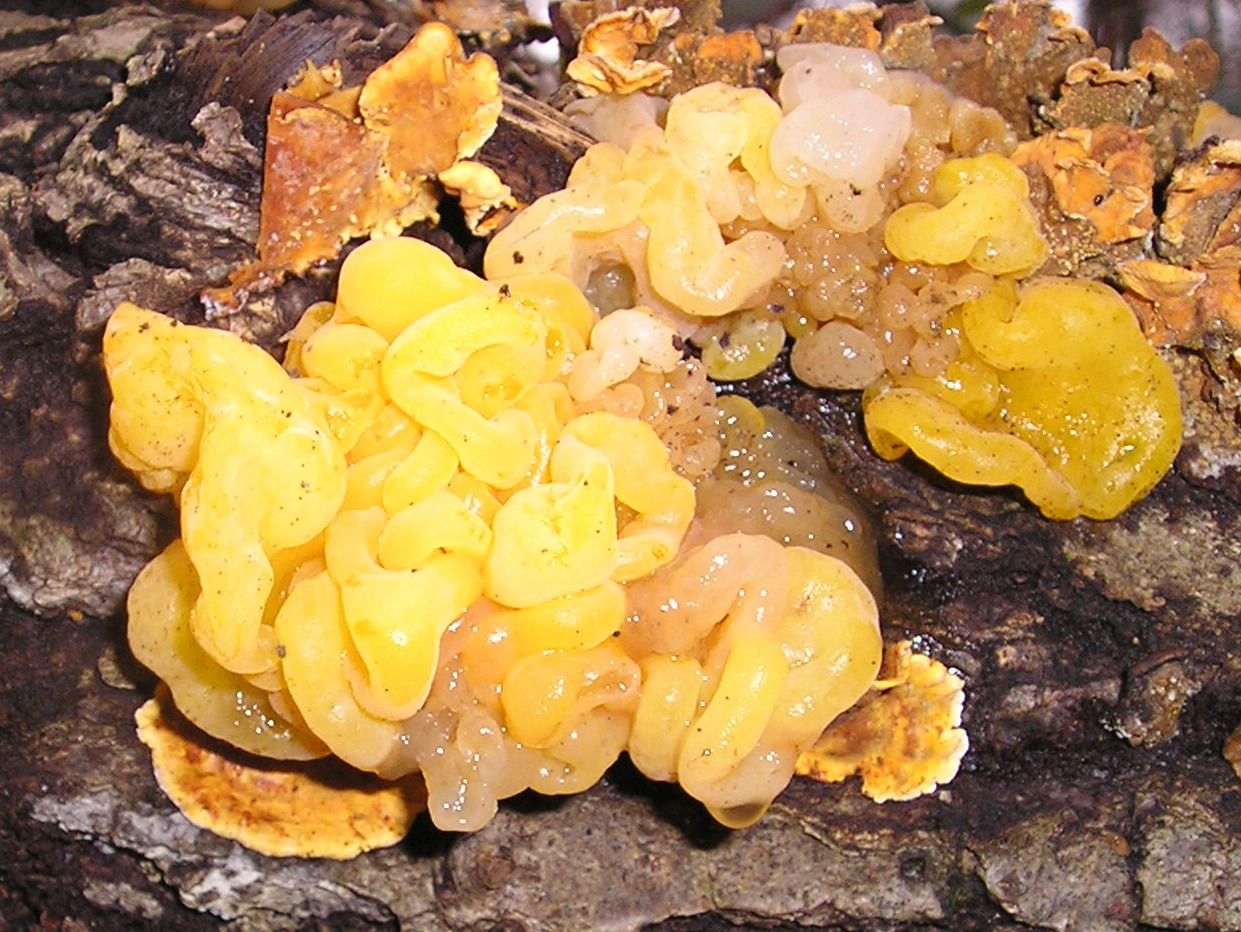
Tremella aurantia
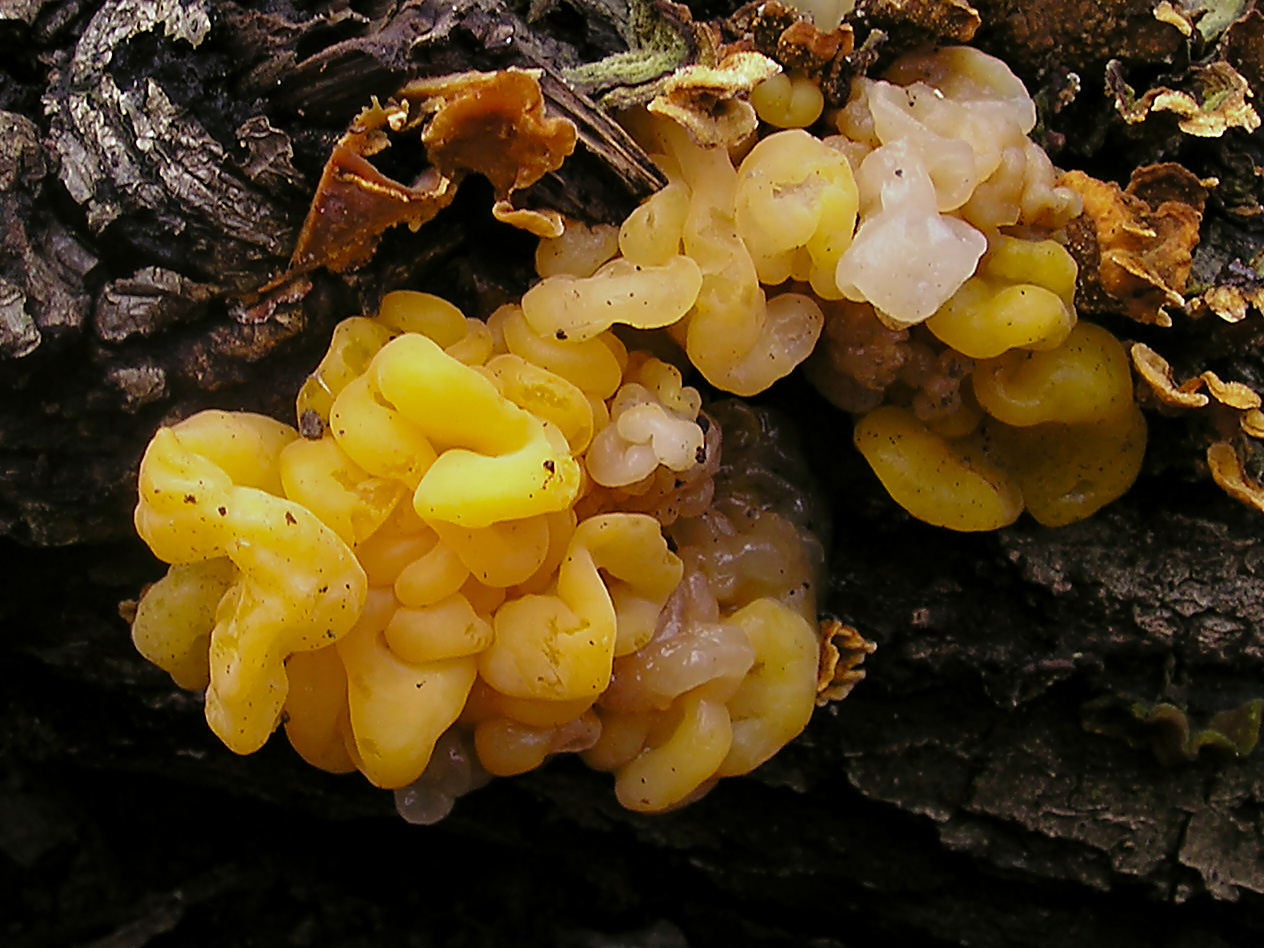
T. aurantia pe St. hirsutm
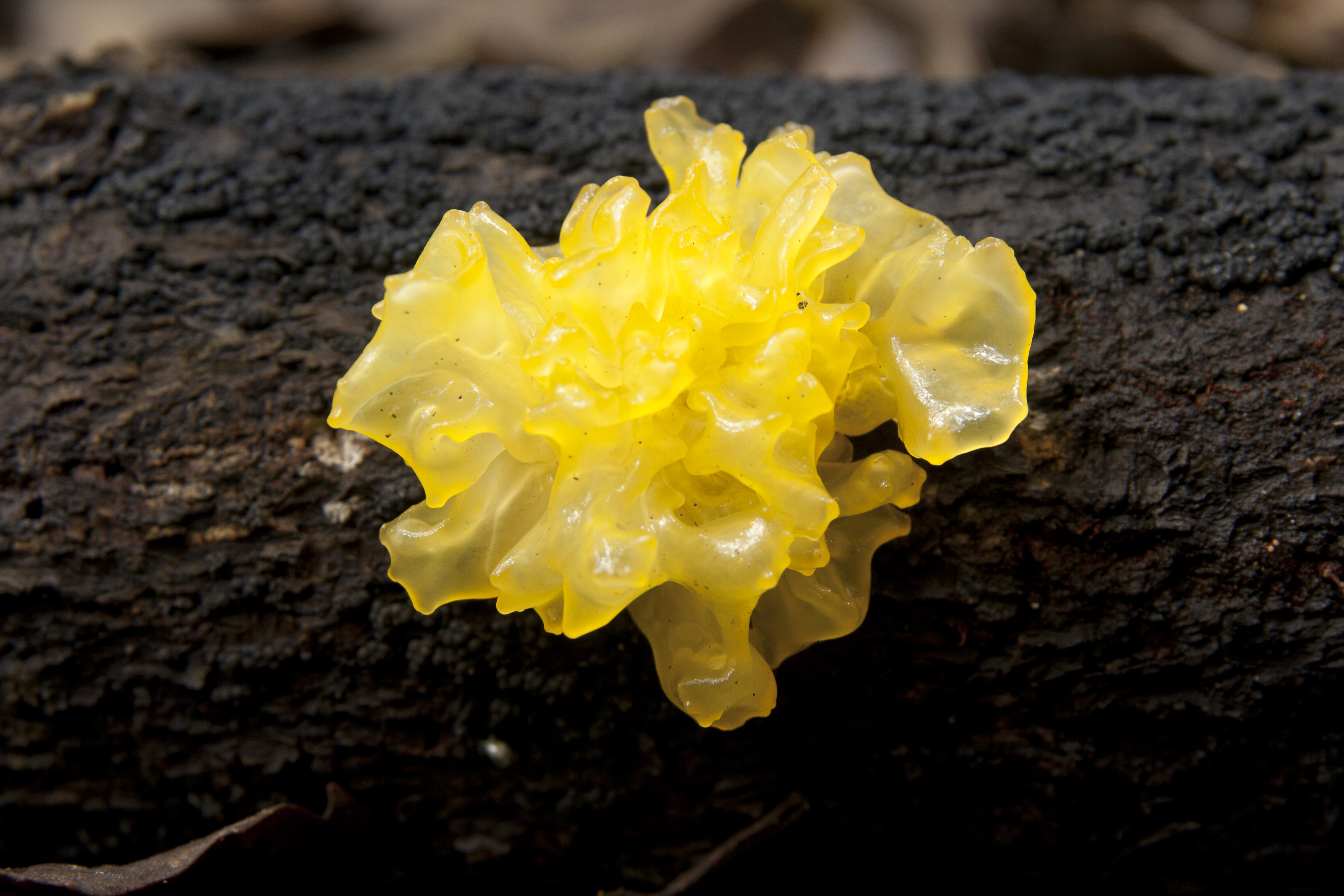
Tremella iduensis
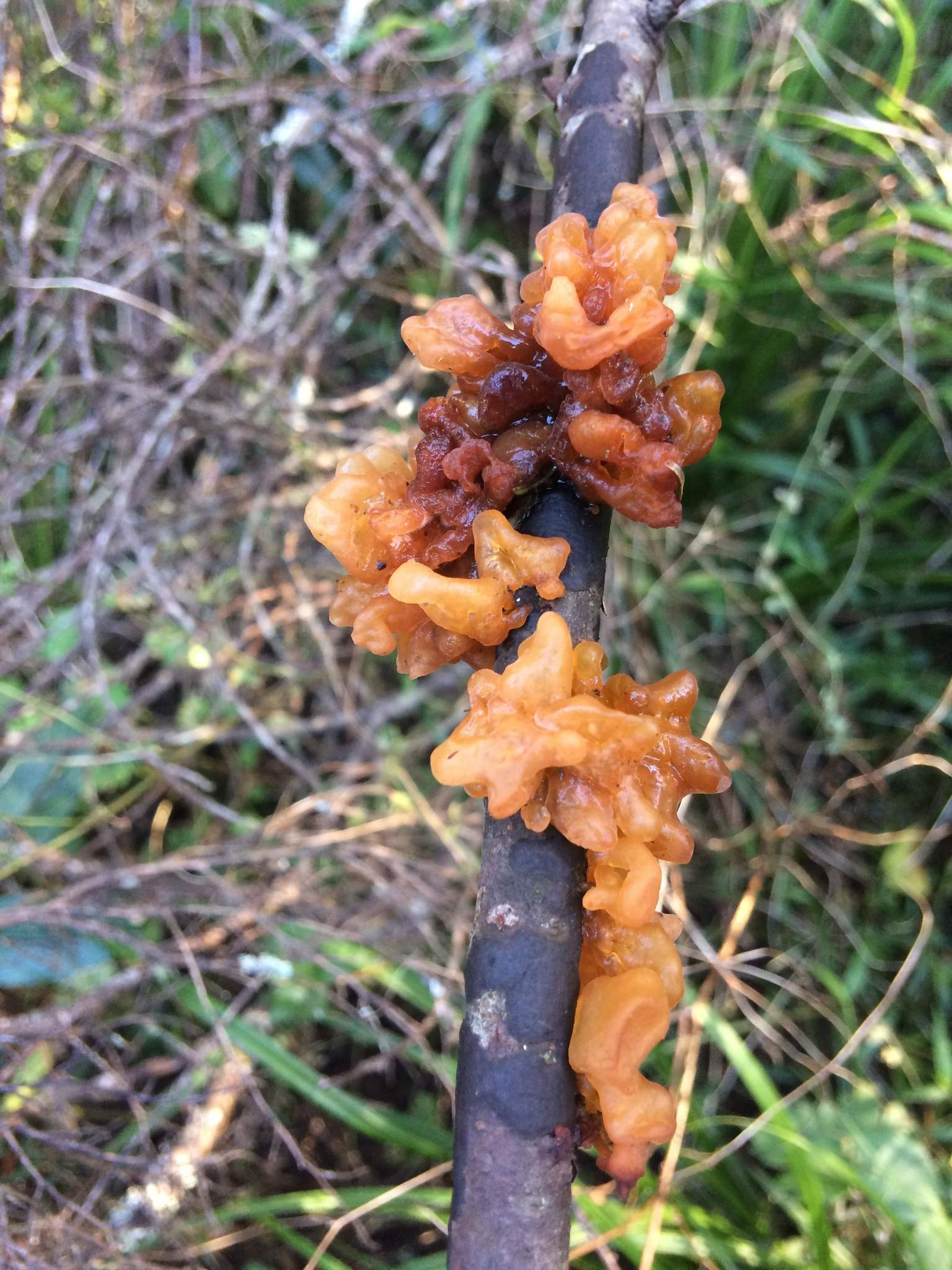
Tremella vesiculosa

## Valorificare
Nu puțini autori pretind că ciuperca ar fi necomestibilă, dar ea poate fi folosită pentru mâncare chiar și crudă, deși este considerată fără gust. Astfel se ia în China pentru a pregăti o supă rece precum, adesea în toată bucătăria asiatică, uscat și ca praf, pentru a lega sosurile.
Mai departe are o valoare medicinală. Are un efect puternic de fortifiant al sistemului imunitar ca și ciuperca de larvă chinezească (Cordyceps sinensis). În plus s-a obținut așa numita tremelastină (Tremellastin) ce se administrează ca adaptogen pentru o sănătate bună și vitalitatea organismului. Un alt efect secundar frumos este cel imunostabilizant al bureților, care încă nu a fost cercetat științific, deși medicina arată deja un interes cu privirea la vindecarea cancerului.
Această ciupercă produce carbohidrați, care au valoare pentru cercetare.